# Mali Lîpneahî, Semenivka
Mali Lîpneahî (în ucraineană Малі Липняги) este un sat în comuna Velîki Lîpneahî din raionul Semenivka, regiunea Poltava, Ucraina.

## Demografie
Componența lingvistică a localității Mali Lîpneahî
     Ucraineană (95,48%)
     Rusă (2,13%)
     Alte limbi (0,54%)
Conform recensământului din 2001, majoritatea populației localității Mali Lîpneahî era vorbitoare de ucraineană (95,48%), existând în minoritate și vorbitori de rusă (2,13%).